# Félix Esquirou de Parieu
Marie Louis Pierre Félix Esquirou de Parieu, född den 13 april 1815 i Aurillac, död den 9 april 1893 i Paris, var en fransk politiker samt ekonomisk och historisk skriftställare. Han var son till Jean-Hippolyte Esquirou de Parieu.
Parieu blev 1841 advokat och invaldes 1848 i nationalförsamlingen som moderat republikan. Men redan under den tid, 31 oktober 1849-13 februari 1851, som han var undervisningsminister, blev han reaktionär samt stärktes ytterligare i denna åsikt under Napoleon III, som gav honom säte i Conseil d'état och 1870 utnämnde honom till dess president. Efter kejsardömets fall samma år avhöll han sig från öppen opposition mot republiken och var 1876-85 senator. Som sådan röstade han med högern. Sedan 1856 var han medlem av Institutet. Hans litterära verksamhet rörde sig mest om skatte- och myntfrågor. Bland hans arbeten märks Traité des impots en France et à l'étranger (2:a upplagan, 4 band, 1866-67) och Histoire de Gustave Adolphe, roi de Suéde (1875).